# Stožer
 Ovo je glavno značenje pojma Stožer. Za druga značenja pogledajte Stožer (razdvojba).
Vojni stožer je formalno ustrojena cjelina (stalna ili privremena) sastavljena od časnika i dočasnika koja omogućuje dvosmjernu razmjenu informacija između zapovjednika i podređenih postrojba.
Uloga vojnog stožera je pribavljanje točnih i pravovremenih informacija nužnih za donošenje odgovarajućih odluka o učinkovitoj uporabi vojnih snaga i sredstava. 

## Povijest vojnih stožera
Do pred kraj 18. stoljeća nije bilo organizirane potpore stožernih funkcija kao što su obavještajna djelatnost, logistika, planiranje ili popuna osobljem. Zapovjednici postrojbi su sami obavljali te funkcije za svoje postrojbe, uz neformalnu pomoć svojih podređenih koji najčešće nisu bili obučeni niti postavljeni za izvršenje tih zadaća.
Organizirani vojni stožer se je prvi put pojavio u vrijeme francuskih revolucionarnih ratova, točnije 1795. kada je general Louis Alexandre Berthier postavljen za načelnika stožera francuske vojske u Italiji. General Berthier je tada osnovao stožerni tim stručnih vojnih osoba za pomoć u donošenju i izvršenju odluka. Ta inovacija se je pokazala toliko dobrom da ju je kasnije preuzeo i Napoleon.
Nedugo nakon toga i Prusija je usvojila sličan sustav. U početku je to bio manji broj tehničkih stručnih časnika koji su pomagali zapovjednicima na terenu, a kasnijim reformama tom timu su pridodane i druge stožerne funkcije, kao što su obavještajna djelatnost i planiranje. Daljnjom primjenom takvog načina rada stožera započela je i praksa rotiranja časnika sa zapovjednih na stožerne dužnosti i obratno radi stjecanja potrebnog iskustva u svim aspektima vojnih operacija. Takva praksa se je nastavila primjenjivati sve do današnjih dana.

## Organizacija stožera zemalja članica NATO-a
Većina članica NATO-a je prihvatila sličnu funkcionalnu organizaciju svojih stožera. Taj sustav se temelji na organizaciji francuske vojske iz 19. stoljeća po kojem je svakoj stožernoj dužnosti u zapovjedništvu ili postrojbi dodijeljeno odgovarajuće slovo kao prefiks koji označava vrstu zapovjedništva, iza kojega slijede brojevi koji označavaju stožerne funkcije u dotičnom zapovjedništvu. Pritom brojevi ne znače hijerarhiju (npr. 1 nije značajniji od 2), već je to nastavak francuske prakse još iz 19. stoljeća.
Slovne oznake su:
- A, zapovjedništvo zrakoplovnih snaga (Air ),
- C, zapovjedništvo kombiniranih (višenacionalnih) snaga (Combined),
- F, istureno zapovjedništvo (Forward),
- G, zapovjedništvo kopnenih snaga (Ground),
- J, združeno (dvije ili više grana) zapovjedništvo (Joint),
- N, zapovjedništvo pomorskih snaga (Navy) i
- S, zapovjedništva postrojba kojima zapovijeda pukovnik i niži časnici (Staff).

U nekim slučajevima, iako to nije službeno, pojavljuje se i slovo E koje znači Element i koje se koristi za označavanje manjeg samostalnog elementa koji nije dio stožerne organizacije. Tako npr. E3 može biti operativni element logistike, E4 element logistike na isturenom mjestu medicinske potpore i sl.
Brojevne oznake stožernih funkcija su:
- 1, osoblje i administracija,
- 2, obavještajni poslovi i sigurnost,
- 3, operacije,
- 4, logistika,
- 5, planiranje,
- 6, telekomunikacije i informacijska tehnologija (IT),
- 7, obuka,
- 8, financije i ugovori,
- 1, civilno-vojna suradnja (Civil Military Cooperation – CIMIC).

Tako se, npr. časnik za personalne poslove u zapovjedništvu pomorskih snaga označava kao N1. U zapovjedništvima veće razine svaka stožerna funkcija zahtjeva postojanje vlastitog odsjeka, odjela i sl., pri čemu se oznaka N1 odnosi na taj odsjek, odjel i sl., ali i na čelnika te stožerne cjeline. Takvo označavanje može ići i naniže pri čemu bi npr. J13 označavao operativnog časnika u odsjeku (odjelu i sl.) za personalne poslove zapovjedništva združenih snaga. 

## Stožerne funkcije

### Osoblje i administracija (1)
Časnik za personalne poslove i administraciju upravlja personalnim i administrativnim sustavom koji povezuje zapovjedništvo s podređenim postrojbama obavljajući poslove u rasponu od rješavanja personalnih zahtjeva podređenih do provođenja nadređenih o rasporedu, premještaju i sl., a na razini postrojbe S1 se najčešće brine još i o organizaciji i radu poštanske službe.

### Obavještajni poslovi i sigurnost (2)
Obavještajni dio stožera je odgovoran za prikupljanje i obradu podataka i informacija o tome što protivnik čini ili namjerava činiti s ciljem uspješnog obavljanja vlastite misije, a često još nadzire zemljovide i geografski informacijski sustav – GIS. Na razini postrojbe S2 je časnik za sigurnost koji obavlja sve poslove oko izdavanja dopuštenja osoblju postrojbe za pristup zaštićenim (klasificiranim) podacima.

### Operacije (3)
Stožerna cjelina za operacije je namijenjena planiranju operacija, a ponekad u svojoj nadležnosti može imati i obuku (najčešće na nižim razinama). Osim planiranja i usklađivanja operacija, ta stožerna cjelina se brine o svim drugim poslovima koji omogućavaju djelovanje postrojbe i obavljanje njene misije, kao i o poslovima oko podupiranja i dodatnog planiranja operacije, planiranja budućih operacija te izvršenja planirane obuke. U većini postrojba to je najveća stožerna cjelina i smatra se najvažnijom, a čelnik te cjeline najčešće ima isti čin kao i izvršni časnik (en. executive officer – XO).

### Logistika (4)
Stožerna cjelina za logistiku je odgovorna za upravljanje logističkom potporom i osiguranje svih vrsta opskrbe i usluga, kao što su streljivo, gorivo, hrana, voda, sanitet, održavanje, materijalna sredstva, graditeljstvo i prijevoz.

### Planiranje (5)
Stožerna cjelina za planiranje je odgovorna za dugoročno planiranje i strategiju razvoja neke više ustrojbene cjeline (npr. jedne grane oružanih snaga ili stalnog zapovjedništva združenih snaga), a niže ustrojbene cjeline najčešće nemaju takvu organizacijsku cjelinu.

### Telekomunikacije i informacijska tehnologija (IT) (6)
Telekomunikacijska stožerna cjelina upravlja svim komunikacijama i daje komunikacijske upute tijekom operacija te otklanja sve kvarove u komunikacijskom sustavu. Na razini postrojbe S6 je obično odgovoran za sve elektroničke sustave u postrojbi, uključujući računala, faksove, kopirne aparate, i telefone.

### Obuka (7)
Stožerna cjelina za obuku organizira i usklađuje sve obučne aktivnosti koje provodi stožer te nadzire i podupire obuku podređenih postrojba. 

### Financije (8)
Stožerna cjelina za financije se brine za financijsku stranu operacija pribavljajući odgovarajuće financijske resurse i sklapajući potrebne ugovore.

### Civilno-vojna suradnja - CIMIC (9)
Civilno-vojna suradnja ili civilni poslovi su djelatnosti koje stvaraju, održavaju, utječu na ili koriste odnose između vojnih snaga, vladinih ili nevladinih civilnih organizacija i vlasti te civilnog stanovništva na vlastitom, neutralnom ili protivničkom području radi omogućavanja vojnih operacija i postizanja zadanih ciljeva.

## Vanjske poveznice
- Glavni stožer OSRH
- Stožerna organizacija i stožerni časnici
- Organizacijska shema združenog stožera SAD-a  Arhivirana inačica izvorne stranice od 6. veljače 2010. (Wayback Machine)
- Organizacija Ureda (stožera) zapovjednika pomorskih operacija RM SAD-a  Arhivirana inačica izvorne stranice od 21. studenoga 2006. (Wayback Machine)
- Vojni stožer  Arhivirana inačica izvorne stranice od 26. rujna 2010. (Wayback Machine)